# Jordin Sparks
Jordin Sparks (Phoenix, Arizona; 22 de diciembre de 1989) es una cantante, compositora y actriz estadounidense, que saltó a la fama como la ganadora de la sexta temporada de American Idol. Ganó cuando tenía 17 años de edad, convirtiéndose en la ganadora más joven. Siguió su victoria en American Idol con el lanzamiento de su álbum debut en 2007, que ha pasado de platino y ha vendido más de 2 millones de copias en todo el mundo. Su segundo sencillo, "No Air", que cuenta con Chris Brown, es la canción más descargada por cualquier concursante de American Idol. Ha vendido cerca de 4 millones de copias digitales en todo el mundo. Debido al éxito de su álbum debut y sus cuatro tops 20 individuales, ganó un American Music Award en 2008 y recibió su primer Grammy en 2009.

## Biografía
Sparks nació en Phoenix, Arizona, hija de Jodi Weidmann Sparks y del exdefensa de NFL back Phillippi Sparks. Tiene un hermano menor Phillippi "PJ" Sparks, Jr., quien juega al fútbol en la Montaña Ridge High School. Creció en el suburbio de Ridgewood, Nueva Jersey, mientras que su padre jugaba para los Gigantes de Nueva York. Después de vivir en New Jersey, Jordin asistió al Northwest Community Christian School en Phoenix a través del octavo grado. Jordin asistió a Sandra Day O'Connor High School hasta 2006, cuando fue educada en casa para concentrarse mejor en su canto. Sparks es una evangélica cristiana y atiende Calvario Community Church en Phoenix. En su biografía en American Idol agradece a sus padres y a Dios por su victoria. Ella lleva un anillo de pureza que simboliza su deseo de permanecer virgen hasta el matrimonio. Ganó un premio a la mejor artista joven del año en Arizona, por tres años.
Antes de aparecer en American Idol, Sparks ha participado y ganó concursos de talento como Cola Rising Star-Coca, la Asociación de la Academia General Spotlight Music Award al Evangelio, Los niños más talentosos de Estados Unidos, Colgate Country Showdown, y el 2006 libre de drogas AZ superestrella de búsqueda. Antes de Idol, Sparks cantaba con frecuencia el himno nacional en varios eventos deportivos locales, en particular para los Suns de Phoenix, Arizona Cardinals y los Diamondbacks de Arizona. También apareció con Alice Cooper en su espectáculo de Navidad 2004 y estuvo de gira con cantante cristiana contemporánea Michael W. Smith en 2006. En 2006, Sparks fue uno de los seis ganadores, que ganó el Phoenix tórrida búsqueda de la "Siguiente Modelo Tamaño Plus". Fue trasladada en avión a California, donde filmó una serie de anuncios tórrida y piezas promocionales. Un anuncio a toda página de Sparks corrió en diciembre de 2006 de Seventeen the Magazine.

## American Idol
En Los Ángeles, California (sólo una prueba para los productores) y de nuevo en Seattle, Washington, después de ganar KSAZ Fox 10 de Arizona Idol. La audición de Seattle es la emisión que se ve el 17 de enero de 2007 de American Idol, en el que obtuvo un "boleto de oro" y el derecho de comparecer en la Ronda de Hollywood. El juez de American Idol Randy Jackson hizo la predicción de improviso que:

"Curly va a ganar este año".

Sparks ganó una base de fanes leales conocido como "Bujías". El 23 de mayo de 2007, fue coronada como la ganadora de la sexta temporada de American Idol. Ella sigue siendo la ganadora más joven de American Idol de la historia. Cowell dijo que:

"Jordin fue la que más ha mejorado durante toda la temporada - no ha empezado mejor, pero a medio camino a través de esta era la chica que de repente tiene impulso. (...) la chica joven, simpática, y la cantante se ganó al actor [Lewis]."

Sparks dos veces a cabo en la séptima temporada de American Idol, una vez en el Idol Gives Back los resultados muestran cantando "No Air", su dueto con Chris Brown, y otra vez con "One Step at a Time" el 21 de mayo de 2008 para el final. Ella interpretó "Battlefield" en el episodio del 13 de mayo de 2009 de American Idol...

## Post -Idol

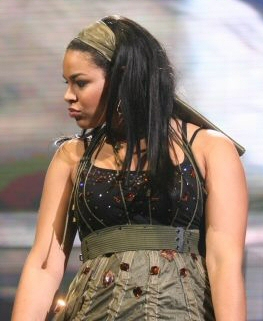
Sparks cantando en el American Idols LIVE! Tour 2007.

Las canciones de Sparks en American Idol han estado a la venta en el iTunes Store y en el sitio web oficial como Jordin Sparks (EP) poco después de la final de American Idol, junto con otras canciones que no hizo el Parlamento Europeo corte que se está vendiendo como individuales singles. Según las cifras de SoundScan publicadas en USA Today, Blake Lewis vendió más singles digitales que Sparks, pero su miniálbum vendió más que Lewis.
Después de la final del American Idol, Sparks hizo varias apariciones en programas de televisión. Interpretó la canción final, "This is My Now", en vivo con Regis y Kelly, The Morning Show con Mike y Juliet, The Today Show, The Early Show y The View. Sparks también estuvo en The Tonight Show, The Ellen Show, Larry King Live, Total Request Live, y 106 & Park. El 4 de julio de 2007, realizó "God Bless America" y "America the Beautiful" en Macy's el 4 de julio con fuegos artificiales espectaculares Lewis y Melinda Doolittle.
Junto con apariciones en televisión y radio, Jordin ha estado en la portada de Entertainment Weekly y aparece en VIBE, TV Guide, Glamour, y en otras publicaciones.
Jordin formó parte en American Idols LIVE! Tour 2007 del 6 de julio al 23 de septiembre, junto con otros participantes de los diez primeros puestos.

## Carrera musical

### 2007–2008:Jordin Sparks

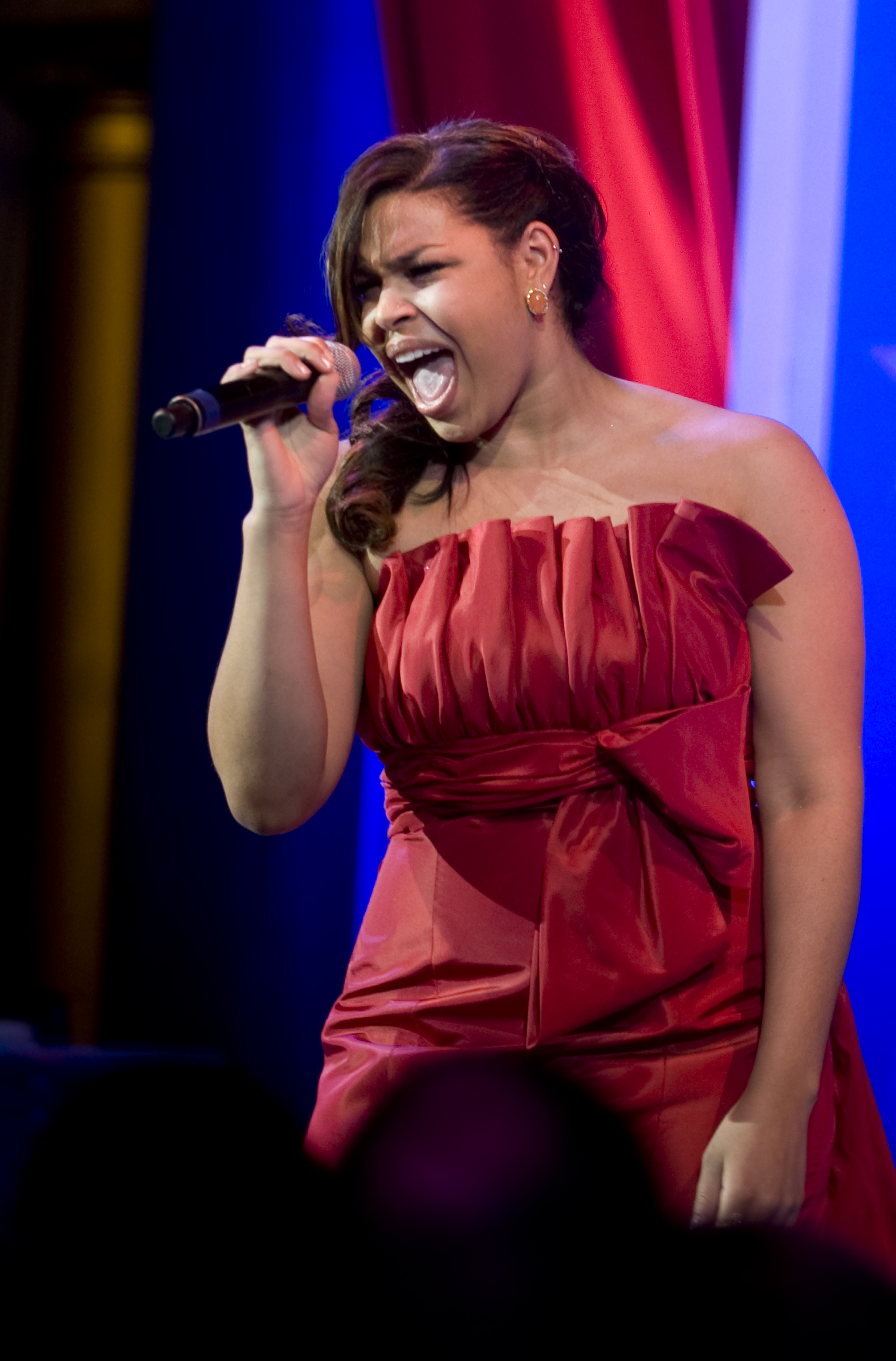
Jordin Sparks interpretando "Faith" en the Commander-in-Chief's Inaugural Ball el 20 de enero de 2009.

El 17 de agosto de 2007, se anunció que Sparks había firmado con 19 Recordings / Jive Records / Zomba Label Group, convirtiéndose en la primera ganadora del ídolo en unirse al grupo de la etiqueta.
Su primer álbum salió el 20 de noviembre y 27 de noviembre de 2007. Junto con el anuncio de la etiqueta, el primer sencillo se reveló como " Tattoo", que fue lanzado a la radio en EE. UU. el 27 de agosto de 2007.La canción se convirtió en el álbum de diez primer sencillo. El 3 de febrero de 2008, se anunció que "No Air" se convertiría en su segundo sencillo. La canción se convirtió en un éxito antes de que fuera lanzada oficialmente como sencillo y alcanzó el puesto # 3 en el Billboard Hot 100, donde se mantuvo durante cuatro semanas consecutivas.
Ella interpretó "No Air", con Chris Brown en el 10 de abril de 2008 resultados muestran como parte de Idol Gives Back. Sparks es el ídolo sólo desde fuera de Australia al principio de la ARIA Singles Chart con "No Air". La canción encabezó la marca de 3 millones de descargas de pago en la semana del 11 de octubre de 2009. Es la primera canción de un American Idol alumbre para hacerlo. Es también la primera canción de Brown para golpear el millón de marca 3.
El 3 de febrero de 2008, Jordin Sparks cantó el Himno Nacional en el Super Bowl XLII. Ella también lo había realizado previamente en el Juego 1 de la 2007 Finales de la NBA entre los San Antonio Spurs y Cleveland Cavaliers. Sparks acabó en la NBA Rookie del juego durante el NBA All-Star Weekend en febrero de 2008, también.
Actuó en un tributo a Aretha a los Premios NAACP . Ella había realizado previamente en un homenaje a Diana Ross en diciembre de 2007.
En abril de 2008, se anunció que Sparks se unía a la compañía de cosméticos Avon, para convertirse en una portavoz de la centrada en la línea adolescente Marcos.
Sparks estuvo el acto de apertura de Alicia Keys en la pierna EE. UU. de su gira como soy. Antes de irse de gira, que iba a aparecer en los Premios GMA Dove como parte de un tributo a Michael W. Smith. Antes de que la gira comenzará, una lesión en la garganta puso en peligro la carrera de Sparks canceló un par de semanas de espectáculos. Las autoridades dijeron que ella estaba sufriendo una hemorragia vocal aguda de la médula, y se le ordenó reposo vocal estricto hasta que la condición mejorara. Si no hubiera mejorado, puede haber requerido la microcirugía láser. Su primer concierto fue programado originalmente como abrelatas para Alicia Keys el sábado 19 de abril de 2008. Ella estaba de vuelta en el camino con Alicia Keys el 30 de abril. Permaneció en la gira hasta que el último concierto el 18 de junio. Sparks se unió Claves para una pierna australiana de la gira en diciembre de 2008. La pierna australiana de la gira comenzó el 6 de diciembre de 2008 en Auckland, Nueva Zelanda y terminó 20 de diciembre de 2008 en Perth, Australia. "One Step at a Time" fue el tercer sencillo del álbum y fue lanzado oficialmente en los EE. UU. el 10 de junio de 2008. La canción alcanzó su punto máximo en el Top 20 en el Hot 100 y el Top 5 en el Pop 100 gráfico.
Ella ha estado en Regis and Kelly, So, You Think You Can Dance, Good Morning America', y Canadian Idol de la promoción de "One Step at Time". Con el éxito de "One Step at Time", Sparks se convirtió en el primer y único concursante de American Idol en tener todos sus primeros cuatro singles rompiendo el Billboard Top-20 Hot. En agosto de 2008, Sparks co-encabezó una gira con Jesse McCartney.
Sparks fue nombrada el 12 de agosto de 2008 por el presidente George W. Bush a ser miembro del "Consejo Presidencial sobre el Servicio y Participación Cívica", por un período de dos años, junto con otras celebridades como Corinne Bailey Rae y Michael W. Smith, con quienes trabajó anteriormente.
Sparks se presentó en el 2008 MTV Video Music Awards el 7 de septiembre, donde fue nominada para dos VMA's: Mejor Video Femenino y Mejor Artista Nuevo. Ella es la segunda ganadora de American Idol tener 2 o más nominaciones después del lanzamiento de un álbum. Mientras que en la entrega de premios, Sparks causó controversia al responder a una broma hecha por el anfitrión Russell Brand, durante su monólogo de apertura, en la que ocupó un anillo de plata, que afirman haber aliviado uno de los Jonas Brothers de su virginidad, [ 20 ] diciendo él "les tome más en serio si lo usó (el anillo) alrededor de sus genitales". Sparks se sintió ofendida, en respuesta al inicio de su presentación del rapero TI:

"Sólo tengo una cosa que decir sobre los anillos de promesa. No es malo usar un anillo de promesa, porque no todo el mundo -chico o chica- quiere ser una tonta".

En respuesta a la controversia sobre su "tonta" observación, le dijo a Entertainment Weekly que no se arrepiente de la observación, al comentar que:

"Ojalá lo hubiera redactado de manera diferente -que alguien que no usa un anillo de promesa no es necesariamente una tonta- No puedo tomar de nuevo ahora".

El 21 de noviembre de 2008, Sparks ganó un American Music Award para el artista contemporáneo más populares en la categoría de adultos. Esta fue su primera nominación y la victoria en el American Music Awards .

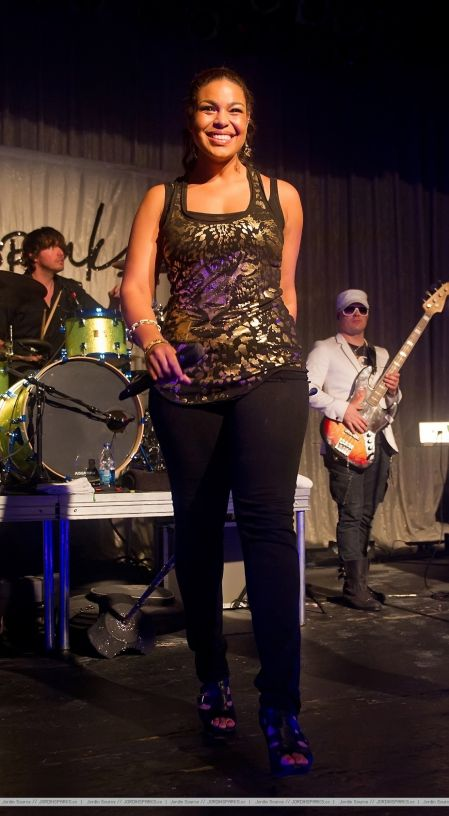
Jordin Sparks durante su gira Battlefield Tour.

## Discografía
Álbumes de estudio
- Jordin Sparks (2007)
- Battlefield (2009)
- Right Here Right Now (2015)
- Cider & Hennessy (2020)

EP
- 2007: Jordin Sparks

## Filmografía
| Televisión | Televisión                  | Televisión       | Televisión                  |
| Año        | Título                      | Personaje        | Notas                       |
| ---------- | --------------------------- | ---------------- | --------------------------- |
| 2009       | Zack y Cody:Gemelos a Bordo | Ella misma       | Episodio: Cruzando a Jordin |
| 2012       | Sparkle                     | Sparkle Anderson | Protagonista                |
| 2010       | Big Time Rush               | Ella misma       | Episodio: Sparks en Grande  |
| 2010       | BrainSurge                  | Ella misma       |                             |
| 2018       | Show Dogs                   | Daisy            | Protagonista                |
| 2018       | God Bless the Broken Road   | Bridgette        |                             |

## Giras
- 2009: The Circus Starring: Britney Spears (Acto de apertura de Britney Spears)
- 2010: Battlefield Tour